# 大漢之音調頻廣播電台
大漢之音調頻廣播電臺，位於台灣苗栗縣，於2001年11月1日開播，以桃園、新竹、苗栗為播送範圍的中功率客語廣播電台。

## 大事紀
- 1999.08.31-完成錄音室、發射台各項工程，於桃園新竹苗栗試播
- 2002.01.09-獲中華民國交通部核發電臺執照
- 2002.02.16-獲行政院新聞局核發廣播執照
- 2002.05.17-大漢之音正式開播
- 2003.05.08-於苗栗縣頭份鎮公所廣場舉行「大漢之音一週年台慶暨客家音樂嘉年華活動」
- 2003.10   -舉辦「大漢之音聽友歌唱比賽」
- 2003.12   -特別企劃開闢『Christmas祝福大聲說』單元，讓聽眾透過廣播將溫暖的祝福傳送到每個角落
- 2004.03   -配合2004年總統大選，特別於選前開闢『總統大選選前特別節目』，讓聽眾掌握最新的選前動態
- 2004.07.17-大漢之音夏季一日遊第一梯次，邀聽友到台北八里、淡水等地遊玩，以拉進主持人與聽眾的距離
- 2004.07.25-大漢之音夏季一日遊第二梯次，邀聽友到台北八里、淡水等地遊玩，以拉進主持人與聽眾的距離
- 2004.08   -受行政院客家委員會補助策劃製播『哈客文化情』單元節目
- 2004.09.01-配合行政院客家委員會『哈客廣播網』開播，於大漢之音官方網站設置線上收聽
- 2004.10   -承辦行政院原住民族委員會「原住民親職教育輔導課程」
- 2005.04   -與苗栗縣頭份鎮農會共同合辦「四健會小小廣播研習營」活動，以讓小朋友學習了解廣播電台的各項作業流程
- 2005.07.30-大漢之音夏季一日遊，邀聽友到南投集集等地遊玩，以拉進主持人與聽眾間距離
- 2005.08   -與創世基金會共同舉辦「順手捐發票，救救植物人」愛心月活動
- 2005.09.16-於苗栗縣頭份鎮太陽宮舉行「大漢之音中秋晚會」
- 2005.11   -苗栗縣選舉委員會獨家授權「苗栗縣長電視政見發表會」實況轉播
- 2005.11   -推出『古典音樂異想世界』節目，讓聽眾透過大漢之音享受古典音樂之美
- 2005.12   -受行政院客家委員會補助策劃製播『哈客文化情』單元節目
- 2005.12.31-邀請聽眾與主持人一起「倒數2005‧迎接2006」
- 2006.01   -受行政院客家委員會補助策劃製播『溫馨滿園』節目
- 2006.02.14-舉辦「浪漫971漢你過情人節」活動，讓聽眾透過大漢之音分享情人節回憶和特別經驗
- 2006.03   -受行政院勞工委員會補助策劃製播『外勞問題百寶箱』、『外勞台灣鄉土情』節目
- 2006.04   -受苗栗縣竹南鎮公所補助策劃製播『環保文化科技城』節目
- 2006.04.23-於苗栗縣大湖鄉竹陽小館旁停車場舉行「大漢之音春季聽友烤肉活動」
- 2006.05   -大漢之音新聞部與節目部策劃製播『美麗的錯誤』，入圍行政院客家委員會第一屆客家新聞獎廣播類新聞採訪報導獎
- 2006.08   -於苗栗縣頭份鎮重慶老火鍋舉行「擋不住8月份慶生派對」
- 2006.09   -承辦執行苗栗縣政府原住民行政局「健康城市、活力原鄉-2006原住民舞蹈大賽」
- 2007.01   -受行政院客家委員會補助策劃製播『溫馨滿園』、『客家庄客家情』節目
- 2007.01.14-於苗栗縣頭份鎮東北角餐廳舉行「大漢之音五週年年終尾牙活動」
- 2007.02   -協辦「2007苗栗𪹚龍活動」
- 2007.04   -受行政院客家委員會補助執行『哈客網路廣播電台』營運
- 2007.04   -受苗栗縣竹南鎮公所補助策劃製播『環保文化科技城』節目
- 2007.05   -大漢之音新聞部與節目部策劃製播『全球化下客家婦女圖像』，榮獲行政院客家委員會第二屆客家新聞獎廣播類新聞採訪報導獎首獎
- 2007.05   -承辦執行「苗栗縣政府原住民行政局成立一週年-天籟之音聖歌飛揚」活動
- 2007.07   -受教育部補助策劃製播終身學習『戀戀客家情』節目及『哈客文化情』單元節目
- 2007.07   -與心路基金會新竹分會共同舉辦「愛心捐發票‧好禮送給您」愛心月活動
- 2007.08   -承辦執行苗栗縣警察局「改善交通‧守護安全嘉年華會」活動
- 2007.09.27-邀請民主進步黨提名總統參選人謝長廷接受『大漢風雲』節目專訪
- 2007.09.30-邀請中國國民黨提名總統參選人馬英九接受『大漢風雲』節目專訪
- 2007.11   -與喜憨兒基金會共同舉辦「關懷喜憨·愛在大漢」2008桌曆認購活動
- 2008.01   -特別企劃開闢『大漢音樂網-一日DJ』節目
- 2008.01   -受行政院客家委員會補助策劃製播『溫馨滿園』、『客家庄客家情』節目
- 2008.02   -受行政院客家委員會補助執行『哈客網路廣播電台』營運及製播『Hakka Live Show』網路線上節目
- 2008.02   -受行政院新聞局、交通部補助策劃製播『交通心交通情』、『部落交通行』節目
- 2008.03   -與苗栗客運簽約合作張貼『桃竹苗在地聲音-大漢之音FM97.1』形象貼紙
- 2008.05   -設立「資源回收箱」響應心路基金會環保愛心運動，以愛護地球發揮愛心做公益
- 2008.06   -大漢之音新聞部與節目部策劃製播『尋轉老頭擺』榮獲行政院客家委員會第三屆客家新聞獎廣播類新聞採訪報導獎亞軍
- 2008.06   -受國家通訊傳播委員會策劃製播『網路安全一起來』單元節目
- 2008.07   -承辦執行苗栗縣警察局「2008陽光苗警關懷有勁系列活動-交通安全嘉年華會」活動
- 2008.07   -承辦執行苗栗縣大湖鄉公所「梨香四溢情定大湖」高接梨品嚐活動
- 2008.08   -受行政院客家委員會補助策劃製播『輕鬆生活家』全國聯播節目
- 2008.08   -舉辦「大漢之音情人節真愛表白」語音留言活動
- 2008.08   -舉辦「88我愛你造句表心意」簡訊活動
- 2008.08   -舉辦「種下希望結出愛、捐發票救植物人」簡訊活動
- 2008.08   -協辦「2008苗栗客家義民祭」
- 2008.10   -舉辦「卡列拉斯入場券贈票」簡訊活動
- 2008.11   -協辦「1895」新竹電影特映會
- 2008.11   -精心策劃「1895」特輯，帶領聽眾透過穿梭時空，了解客家歷史
- 2008.11   -協辦「一步育腳印，交安傳達大苗栗」育達健康之火傳遞活動
- 2008.12   -協辦「2008客獅有名」活動
- 2008.12   -承辦執行苗栗縣頭份鎮公所「2008頭份土窯情」活動
- 2010.11.13-與大千綜合醫院共同辦理『漢我手千手、與你依依一生』單身聯誼
- 2013.06.16-大漢之音董事長張強榮獲客家貢獻獎「傑出成就獎-公共事務及海外推廣類」
- 2013.07   -大漢之音榮獲客家台灣文化獎
- 2018.06.05-大漢之音榮獲第六屆國家環境教育獎-優等獎，為臺灣首家獲得國家環境教育獎之廣播電臺

## 收聽頻率
- 大漢之音調頻廣播電台FM 97.1（Voice of hakka）。桃園市、新竹縣、苗栗縣及台中市東勢區、石岡區地區為有效收聽範圍。而在中國大陸的莆田市、泉州市、廈門市等地，用接收能力較強的收音機也可以接收到該台的訊號，目前亦開放大漢之音APP免費下載
- 大漢之音APP ios下載網址:
- 大漢之音APP Android下載網址:
- Line連結:（页面存档备份，存于） （页面存档备份，存于）